# Konica
Konica (lat. Galinsoga), biljni rod  iz porodice glavočika  rasprostranjen od Meksika do Argentine.
Konice su jednogodišnje bilje sa 12 vrsta na popisu. U Hrvatskoj su popisane vrste Galinsoga parviflora i Galinsoga ciliata, koja se vodi kao sinonim za Galinsoga quadriradiata.

## Vrste
1. Galinsoga amboensis D.L.Schulz
2. Galinsoga boliviensis Canne
3. Galinsoga caligensis Canne
4. Galinsoga crozierae Panero
5. Galinsoga longipes Canne
6. Galinsoga mollis McVaugh
7. Galinsoga parviflora Cav.
8. Galinsoga quadriradiata Ruiz & Pav.
9. Galinsoga spellenbergii B.L.Turner
10. Galinsoga subdiscoidea Cronquist
11. Galinsoga triradiata Canne
12. Galinsoga unxioides Griseb.